# آساموا جیان
 آساموا جیان  (انگلیسی: Asamoah Gyan؛ زاده ۲۲ نوامبر ۱۹۸۵) یک بازیکن سابق فوتبال اهل غنا است. 
وی همچنین در تیم ملی فوتبال غنا بازی کرده‌است.
او در فصل ۲۰۱۳-۲۰۱۴ لیگ قهرمانان آسیا، با تیم العین آقای گل این رقابت‌ها شد.آساموا جیان ۲۰ ژوئن ۲۰۲۳ رسما از دنیای فوتبال خداحافظی کرد.